# Unobtainium
Unobtainium (eller unobtanium) er et fiktivt grundstof, substans, eller materiale som ofte benyttes i ingeniørvidenskab, tankeeksperimenter samt  fiktive værker, særligt science fiction, når der i plottet er brug for et eksotisk, sjældent stof, eller et stof med umulige fysiske eller kemiske egenskaber.
Det kan f.eks. være et stof der er masseløst, modvirker tyngdekraften, eller på anden måde udviser egenskaber som ikke eksisterer i naturlige eller menneskabte materialer.

## Oprindelse og brug
Ordet er dannet af engelsk unobtainable (uopnåeligt) og endelsen -ium, der er en almindelig endelse for navne på grundstoffer. Det er først kendt fra fly- og rumfartsingeniørkredse siden 1950'erne, der benyttede ordet om et teoretisk materiale med egenskaber der på alle måder er perfekt til et bestemt formål, men som ikke eksisterer. Efterhånden udviklede betydningen sig til også at omfatte materialer der eksisterer, men som er svære at skaffe eller meget dyre.
I fiktion er unobtanium blandt andet kendt fra Larry Nivens Ringworld samt fra James Camerons film Avatar.